# Méthodes et pratiques scientifiques (enseignement)
Dans de nombreux lycées français, « Méthodes et Pratiques scientifiques » (MPS en abrégé) était un enseignement d'exploration de la classe de seconde générale et technologique.  Il a fait son apparition à la rentrée 2010 et a disparu en juin 2019 dans le cadre de la réforme du lycée.
C'était l'enseignement d'exploration le plus choisi par les élèves (après celui de Sciences économiques et sociales, SES en abrégé).
À la suite de la disparition de l'ancien enseignement de détermination « Mesures physiques et informatique » (MPI), c'était l'enseignement d'exploration scientifique majoritairement proposé par les lycées.

## Objectifs
À travers l'étude de différentes thématiques (cf. Programme), l'objectif était de mettre en évidence l'importance des sciences et des problématiques inhérentes dans notre société moderne.
Plus précisément, il s'agissait :
- se familiariser avec les démarches scientifiques autour de projets interdisciplinaires ;
- comprendre l’apport et la place des sciences dans les grandes questions de société ;
- découvrir certains métiers et formations scientifiques.

Pour atteindre ces objectifs, cet enseignement d'exploration devait exploiter l’apport et la synergie des trois disciplines scientifiques connues d'un élève de Seconde : les mathématiques (Maths), les sciences physiques et chimiques (SPC) et les sciences de la vie et de la terre (SVT). En conséquence, c'était, le plus souvent, une équipe de trois professeurs scientifiques (un de chaque discipline) qui avait la charge de cet enseignement. Dans les lycées techniques, un professeur de sciences de l'ingénieur pouvait parfois intervenir.

## Programme
Le programme définit une liste de six thèmes nationaux :
1. science et aliments
2. science et cosmétologie
3. science et investigation policière
4. science et œuvres d'art
5. science prévention des risques d'origine humaine
6. science et vision du monde.

L'équipe de professeurs scientifiques choisissait les deux (ou trois) thèmes qui serviront de support aux activités et à l'évaluation des élèves.
Un thème libre pouvait y être ajouté par l’équipe de professeurs.
En s'inscrivant dans une démarche de projet, l’élève devait fournir un travail personnel et/ou d’équipe pour intégrer obligatoirement une production (expérience, exploitation de données, modélisation, etc.) et aboutir à une forme de communication scientifique (compte rendu de recherche, affiche, diaporama, production multimédia, etc.). 
Ce travail faisait intervenir les apports des différentes disciplines scientifiques concernées.
Ainsi, par ses exigences, cet enseignement d'exploration constituait un excellent entraînement à l'ancienne épreuve anticipée des travaux personnels encadrés (TPE) du baccalauréat général (épreuve auparavant subie en classe de Première générale).

## Organisation

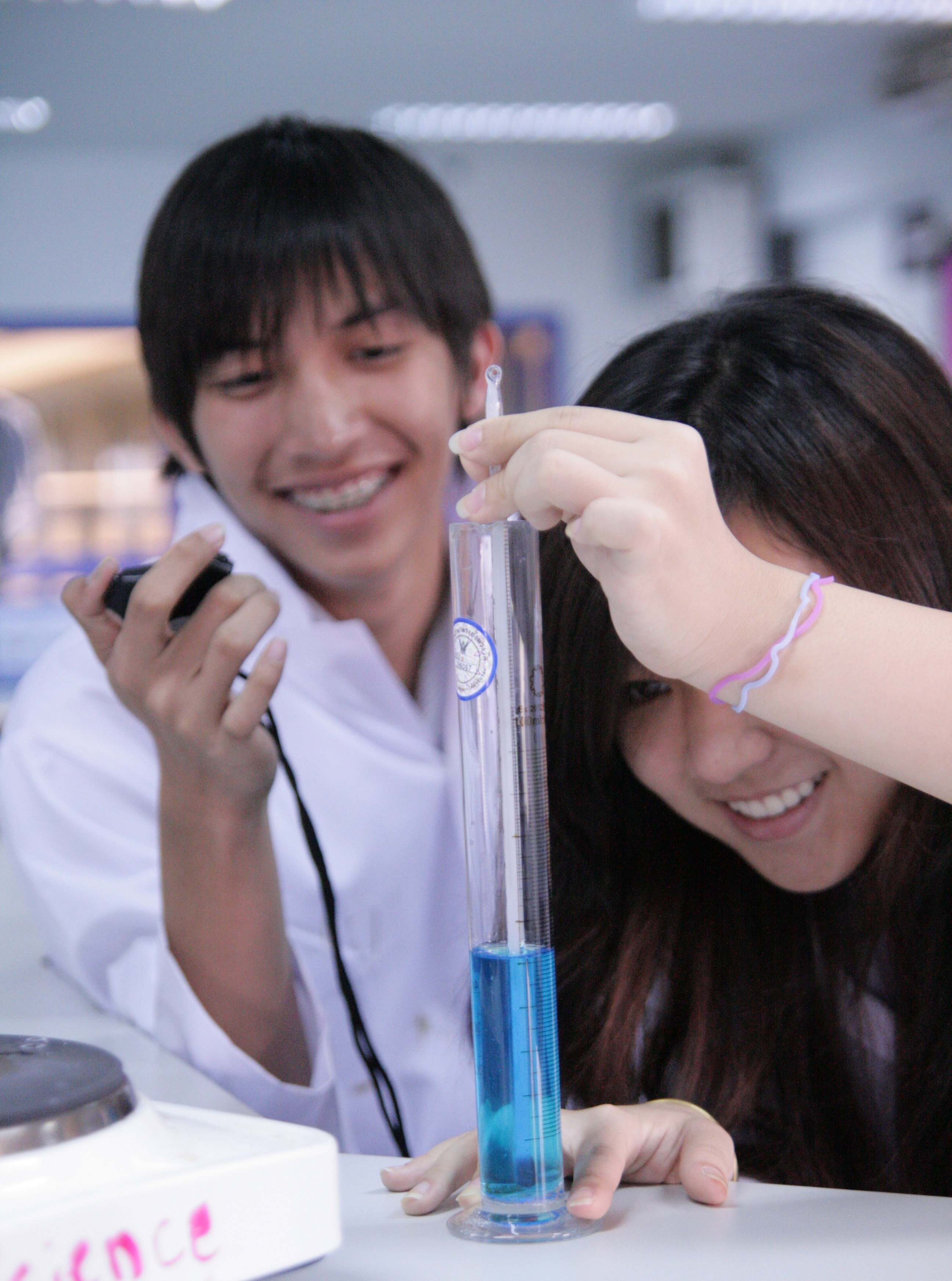
Exemple d'expérience menée par des élèves dans une salle de TP

De par sa vocation scientifique, cet enseignement était destiné principalement aux élèves désireux de poursuivre des études scientifiques (en vue de préparer un Baccalauréat Scientifique le plus souvent). Les statistiques montraient que plus de la moitié des élèves ayant suivi l'enseignement de MPS s'orientaient en Première Scientifique, la proportion atteignait près des deux tiers en incluant les orientations scientifiques technologiques.
Cependant, comme tout enseignement d'exploration, l'enseignement de MPS n'était pas obligatoire pour accéder à la filière Scientifique (S) même si cela donnait plus de cohérence à cette orientation en élargissant les connaissances et compétences scientifiques.
Au travers de séances expérimentales de 1,5 heure hebdomadaires sur l'ensemble de l'année scolaire (ou de 2 heures hebdomadaires sur les trois quarts de l'année scolaire), l'enseignement de MPS était prévu en effectif « réduit » (jusqu'à 24 élèves), souvent dans une salle de TP (Travaux Pratiques) calibrée pour un maximum de 18 élèves, et parfois équipée d'ordinateurs. L'objectif annoncé était de permettre aux élèves d'acquérir une démarche scientifique par des situations de recherche et de résolution de problèmes dans des situations variées avec l'acquisition d'une bonne culture scientifique.
Les chefs d’établissement soulignaient « le caractère très innovant de MPS qui permet une approche réellement interdisciplinaire des sciences » et ajoutaient que « MPS est également largement plébiscité par les élèves, en particulier le thème Science et Investigation policière ».
Dans le cadre du thème « Sciences & Investigation policière » : on peut ainsi citer des activités expérimentales portant sur la cryptologie (en Maths), sur la chromatographie (en SPC) ou la détermination des groupes sanguins (en SVT). 
À l'instar de l'ancien enseignement de détermination MPI, l'enseignement d'exploration MPS permettait, de manière implicite, de constituer des classes élitistes pour de futurs scientifiques car les demandes étaient souvent supérieures à l'offre proposée dans les établissements. Ainsi, certains élèves (et leurs parents) faisaient le choix de cet enseignement uniquement pour se retrouver dans « une bonne classe » avec une ambiance de travail et une émulation positives. Toutefois, dans de nombreux établissements les groupes de MPS étaient composés d'élèves de classes différentes.